# Sportjahr 1887
Liste der Sportjahre

◄◄ | ◄ | 1883 | 1884 | 1885 | 1886 | Sportjahr 1887 | 1888 | 1889 | 1890 | 1891 | ► | ►►

Weitere Ereignisse

## Ereignisse

### Golf
- Der Schotte Willie Park Jr. gewinnt zum ersten Mal The Open Championship.

### Hurling
- Die 1884 gegründete Gaelic Athletic Association führt das erste All-Ireland Senior Hurling Championship durch.

### Leichtathletik / Rasenkraftsport
- 20. November: Der französische Sportverband Union des sociétés françaises de sports athlétiques wird gegründet.
- In England wird das erste Regelwerk für den Hammerwurf geschrieben.

### Motorsport
- Von Paris nach Neuilly-sur-Seine wird das erste organisierte Automobilrennen veranstaltet. Das einzige teilnehmende Auto De Dion-Bouton La Marquise von De Dion-Bouton mit dem Fahrer Albert de Dion erreicht eine Durchschnittsgeschwindigkeit von 25,6 km/h.

### Rudern
- 26. März: Cambridge besiegt Oxford im Boat Race in 20′52″.

### Rugby
- Home Nations Championship 1887

### Schwimmen
- Deutsche Schwimmmeisterschaften 1887

### Wintersport
- 14. Januar: Die Montreal Victorias gewinnen den ersten Titel der im Vorjahr gegründeten Amateur Hockey Association of Canada.

### Sportstätten
- 20. April: Der Ibrox Park in Glasgow sieht das erste Fußballspiel.

### Vereinsgründungen
- 29. September: Aus dem Zusammenschluss der 1884 gegründeten Leichtathletikvereine Hohenfelder SC und Wandsbek-Marienthaler SC geht der Sportverein SC Germania von 1887 hervor. Am 2. Juni 1919 entsteht aus ihm und den Vereinen Hamburger FC 1888 und FC Falke 1906 durch Zusammenschluss der Hamburger SV.
- 3. November: Der Fußballverein Académica de Coimbra wird gegründet.
- 6. November: Der schottische Fußballclub Celtic Glasgow wird als Celtic Football and Athletic Club gegründet.
- In Kiel wird der Marine-Regatta-Verein gegründet.

## Geboren

### Januar
- 02. Januar: Jules Moriceau, französischer Automobilrennfahrer († 1977)
- 03. Januar: Christiaan van Lennep, niederländischer Tennisspieler († 1955)
- 05. Januar: Jo van Gastel, niederländischer Bogenschütze († 1969)
- 05. Januar: Heinrich Retschury, österreichischer Fußballspieler, -schiedsrichter und -funktionär († 1944)
- 06. Januar: Ronald Maitland, kanadischer Segler († 1937)
- 08. Januar: Jan Akkersdijk, niederländischer Fußballspieler († 1953)
- 09. Januar: Sammy Davis, britischer Automobilrennfahrer und Journalist († 1981)
- 11. Januar: Lancelot Stafford, britischer Leichtathlet († 1940)
- 13. Januar: Walther von Mumm, deutscher Bobfahrer († 1959)
- 14. Januar: Gustaf Wersäll, schwedischer Moderner Fünfkämpfer († 1973)
- 16. Januar: Christian Junggeburth, deutscher Radrennfahrer und Schrittmacher († 1929)
- 18. Januar: William Hehir, britischer Leichtathlet († 1972)
- 20. Januar: Robert Sommer, deutscher Fechter und Motorsportler († 1957)
- 22. Januar: Niels Turin Nielsen, dänischer Turner († 1964)
- 21. Januar: Georges Vézina, kanadischer Eishockeyspieler († 1926)
- 26. Januar: François Faber, luxemburgischer Radrennfahrer († 1915)
- 27. Januar: Christopher Vose, britischer Leichtathlet († 1970)

### Februar
- 03. Februar: Otto Bäurle, deutscher Leichtathlet († 1951)
- 03. Februar: Lisa Regnell, schwedische Wasserspringerin († 1979)
- 06. Februar: William Dean, britischer Wasserballspieler († 1949)
- 14. Februar: Axel Rydin, schwedischer Segler († 1971)
- 17. Februar: Nils Granfelt, schwedischer Turner († 1959)
- 18. Februar: Harald Herlofson, norwegischer Ruderer († 1957)
- 20. Februar: Johannes van Spengen, niederländischer Radrennfahrer († 1936)
- 22. Februar: Savielly Tartakower, polnisch-französischer Schachspieler († 1956)
- 23. Februar: Hugo Johansson, schwedischer Sportschütze († 1977)
- 23. Februar: Karl Neumer, deutscher Radrennfahrer († 1984)
- 24. Februar: Boris Kostić, serbischer Schachmeister († 1963)
- 25. Februar: Pierre Failliot, französischer Leichtathlet und Rugbyspieler († 1935)
- 25. Februar: Aarne Salovaara, finnischer Turner († 1945)
- 27. Februar: Harald Wallin, schwedischer Segler († 1946)

### März
- 07. März: Émile Vercruysse, französischer Turner († 1922)
- 09. März: Otto Blom, niederländischer Tennisspieler († 1972)
- 10. März: Nils Andersson, schwedischer Fußballspieler († 1947)
- 10. März: Sven Rosén, schwedischer Turner († 1963)
- 11. März: Hakon Leffler, schwedischer Tennisspieler († 1972)
- 12. März: Bengt Lagercrantz, schwedischer Sportschütze († 1924)
- 12. März: Karl-Johan Svensson, schwedischer Turner († 1964)
- 16. März: Emilio Lunghi, italienischer Mittelstreckenläufer und Sprinter († 1925)
- 17. März: Josef Wagner, österreichischer Schwimmer und Wasserballspieler († unbekannt)
- 18. März: Sigrid Fick, schwedische Tennisspielerin († 1979)
- 18. März: Gustaf Törnros, schwedischer Marathonläufer († 1941)
- 20. März: Henrik Robert, norwegischer Segler († 1971)
- 23. März: François Verstraeten, belgischer Radrennfahrer († 1965)
- 25. März: Gustave Prouvost, französischer Wasserballspieler († unbekannt)
- 27. März: Herbert Lee, britischer Radrennfahrer († 1980)
- 27. März: Väinö Siikaniemi, finnischer Leichtathlet († 1932)
- 30. März: André Theuriet, französischer Schwimmer und Rugbyspieler († 1965)
- 31. März: József Fabinyi, ungarischer Schwimmer († 1949)
- 31. März: Umberto Zanolini, italienischer Turner († 1973)

### April
- 02. April: Oscar Olstad, norwegischer Turner († 1977)
- 04. April: Henrik Rasmussen, dänischer Turner († 1969)
- 05. April: William Cowhig, britischer Turner († 1964)
- 06. April: Georges Sérès sr., französischer Radrennfahrer († 1951)
- 07. April: Joseph F. Stadler, US-amerikanischer Leichtathlet († 1950)
- 10. April: Bruno Heckel, deutscher Ringer († 1929)
- 10. April: Alf Lie, norwegischer Turner († 1969)
- 14. April: Erminio Dones, italienischer Ruderer († 1945)
- 14. April: Becher Gale, kanadischer Ruderer († 1950)
- 14. April: Per Kinde, schwedischer Sportschütze († 1924)
- 15. April: Fritz Felix Pipes, österreichischer Tennis- und Eishockeyspieler († 1983)
- 18. April: Viljam Johansson, finnischer Mittel- und Langstreckenläufer († 1931)
- 19. April: Bertrand Turnbull, walisischer Hockeyspieler († 1943)
- 22. April: Harald Bohr, dänischer Fußballspieler und Mathematiker († 1951)
- 22. April: Heinrich Rehder, deutscher Sprinter († 1976)
- 24. April: Willy Schmieger, österreichischer Fußballspieler und -funktionär († 1950)
- 27. April: Yngve Stiernspetz, schwedischer Turner († 1945)
- 27. April: Warren Wood, US-amerikanischer Golfspieler († 1926)
- 28. April: Thomas Aass, norwegischer Segler († 1961)
- 29. April: Otto Dumke, deutscher Fußballspieler († 1913)
- 29. April: Raymond Thorne, US-amerikanischer Schwimmer († 1921)
- 30. April: Alfonso Calzolari, italienischer Radrennfahrer († 1983)

### Mai
- 07. Mai: Sándor Prokopp, ungarischer Sportschütze († 1964)
- 09. Mai: Mykola Melnyzkyj, russischer Sportschütze († 1965)
- 10. Mai: Iman Dozy, niederländischer Fußballspieler († 1957)
- 11. Mai: Josef Glaser, deutscher Fußballspieler († 1969)
- 11. Mai: Alexander Richardson, britischer Bobfahrer († 1964)
- 11. Mai: Erich Worm, deutscher Kunstturner († 1953)
- 13. Mai: Jorge de Paiva, portugiesischer Fechter († 1937)
- 14. Mai: Matti Markkanen, finnischer Turner († 1942)
- 14. Mai: Petter Martinsen, norwegischer Turner († 1972)
- 18. Mai: Eugen Lunde, norwegischer Segler († 1963)
- 21. Mai: Olga Oelkers, deutsche Fechterin († 1969)
- 22. Mai: Arthur Cravan, britischer Dichter, Amateurboxer und Dada-Vorläufer († 1918)
- 22. Mai: Frank Nelson, US-amerikanischer Stabhochspringer († 1970)
- 22. Mai: Jim Thorpe, US-amerikanischer Leichtathlet († 1953)
- 23. Mai: Nikolai Vekšin, russischer, estnischer bzw. sowjetischer Segler († 1951)
- 24. Mai: Giulio Sarrocchi, italienischer Säbelfechter († 1971)
- 27. Mai: Freddie Grubb, britischer Radsportler und Fahrradbauer († 1949)
- 30. Mai: Einar Sahlstein, finnischer Turner († 1936)

### Juni
- 01. Juni: Alfred de Rauch, französischer Eishockeyspieler († 1985)
- 02. Juni: Alfred Motté, französischer Hoch- und Weitspringer († 1918)
- 04. Juni: Tom Longboat, kanadischer Langstreckenläufer († 1949)
- 04. Juni: Giorgio Zampori, italienischer Turner († 1965)
- 06. Juni: Germaine Golding, französische Tennisspielerin († 1973)
- 07. Juni: Ernest Thorne, britischer Tauzieher († 1968)
- 08. Juni: Émile Dupont, belgischer Sportschütze († 1959)
- 14. Juni: Oscar Kreuzer, deutscher Tennisspieler († 1968)
- 15. Juni: Folke Johnson, schwedischer Segler († 1962)
- 17. Juni: Johann Andres, österreichischer Fußballspieler († 1970)
- 18. Juni: Georgius Damen, niederländischer Radrennfahrer († 1954)
- 18. Juni: George de Relwyskow, britischer Ringer († 1943)
- 22. Juni: Santiago Amat, spanischer Segler († 1982)
- 24. Juni: Samuel Bellah, US-amerikanischer Leichtathlet († 1963)
- 25. Juni: Aksel Hansen, norwegischer Turner († 1980)
- 25. Juni: Reginald Martin, britischer Lacrossespieler († 1981)
- 27. Juni: Otto Männel, deutscher Radrennfahrer († 1964)
- 30. Juni: Victor d’Arcy, britischer Leichtathlet († 1961)

### Juli
- 03. Juli: Federico Della Ferrera, italienischer Rad- und Motorradrennfahrer sowie Ingenieur und Unternehmer († 1965)
- 03. Juli: Carl Klæth, norwegischer Turner († 1966)
- 05. Juli: Georg Andersen, deutscher Ringer († unbekannt)
- 05. Juli: Karl Hanssen, deutscher Fußballspieler († 1916)
- 06. Juli: Oreste Muzzi, italienischer Schwimmer († 1946)
- 10. Juli: Gé Fortgens, niederländischer Fußballspieler († 1957)
- 10. Juli: Eduard Hermann, estnischer Geher und Boxer († 1960)
- 10. Juli: Arvi Pohjanpää, finnischer Turner († 1959)
- 12. Juli: Rudolph Lewis, südafrikanischer Radrennfahrer († 1933)
- 12. Juli: Lee Talbott, US-amerikanischer Leichtathlet und Ringer († 1954)
- 16. Juli: Karl Uhle, deutscher Fußballspieler († 1969)
- 20. Juli: Heinrich Freyschmidt, deutscher Wasserspringer († unbekannt)
- 20. Juli: Louis Rigal, französischer Automobilrennfahrer († 1974)
- 22. Juli: Rodrigo de Castro Pereira, portugiesischer Tennisspieler und Sportfunktionär († 1983)
- 24. Juli: Gerard Bosch van Drakestein, niederländischer Bahnradsportler, Radsportfunktionär und Sportjournalist († 1972)
- 25. Juli: Carl-Friedrich von Langen, deutscher Olympiasieger im Dressurreiten († 1935)
- 26. Juli: Karl Ansén, schwedischer Fußballspieler († 1959)
- 27. Juli: Leif Rovsing, dänischer Tennisspieler († 1977)
- 28. Juli: Hugo Urban-Emmerich, tschechoslowakischer Unternehmer und Automobilrennfahrer († 1939)
- 30. Juli: Marquard Schwarz, US-amerikanischer Schwimmer († 1968)
- 31. Juli: Alberto Barberis, italienischer Fußballspieler und Jurist († 1920)
- 31. Juli: Giuseppe Domenichelli, italienischer Turner († 1955)

### August
- 05. August: Frigyes Klug, ungarischer Fußballschiedsrichter und -funktionär († 1962)
- 05. August: Johannes Schneider, deutscher Fußballspieler († 1914)
- 06. August: Dudley Benjafield, britischer Arzt und Automobilrennfahrer († 1957)
- 08. August: Curt Benckert, schwedischer Tennisspieler († 1950)
- 08. August: Waldemar Seunig, österreichischer Reiter und Pferdetrainer († 1976)
- 12. August: Walter Hempel, deutscher Fußballspieler († 1940)
- 14. August: Kenelm Lee Guinness, irisch-britischer Unternehmer, Rekord- und Automobilrennfahrer († 1937)
- 18. August: Edouard Bourguignon, belgischer Tauzieher († unbekannt)
- 20. August: Merritt Giffin, US-amerikanischer Diskuswerfer († 1911)
- 20. August: Engebret Skogen, norwegischer Sportschütze († 1968)
- 22. August: Frank Springfield, australischer Schwimmer († 1958)
- 23. August: Albert Gutterson, US-amerikanischer Leichtathlet († 1965)
- 24. August: Carl Møller, dänischer Ruderer († 1948)
- 27. August: Adolfo Tunesi, italienischer Turner († 1964)
- 29. August: Charles Bugbee, britischer Wasserballspieler († 1959)
- 29. August: Vittorio Faroppa,  italienischer Fußballspieler und -trainer († 1958)
- 30. August: Kalle Anttila, finnischer Ringer († 1975)

### September
- 01. September: Magnus Konow, norwegischer Segler († 1972)
- 04. September: Sydney Gooday, britisch-kanadischer Schwimmer († 1964)
- 04. September: Martin Koch, deutscher Radrennfahrer († 1961)
- 07. September: Robert Laly, französischer Automobilrennfahrer († 1972)
- 07. September: Herman Peltzer, niederländischer Fußballspieler († 1957)
- 10. September: Gustaf Rosenquist, schwedischer Turner († 1961)
- 11. September: Ugo Savonuzzi, italienischer Turner († 1941)
- 13. September: Kurt Runge, deutscher Ruderer († 1959)
- 15. September: Oskar Quarg, deutscher Mittelstreckenläufer († 1969)
- 16. September: Arthur Fulton, britischer Sportschütze († 1972)
- 16. September: Ioannis Ketseas, griechischer Tennisspieler, Leichtathlet, Ruderer und Sportfunktionär († 1965)
- 17. September: Robert Cimera, österreichischer Fußballspieler († unbekannt)
- 17. September: Iivar Väänänen, finnischer Sportschütze († 1959)
- 22. September: Thoralf Hagen, norwegischer Ruderer († 1979)
- 23. September: Alfieri Maserati, italienischer Automobilingenieur und -rennfahrer († 1932)
- 23. September: Karl Richter, deutscher Turner († 1918)
- 25. September: Charles Aman, US-amerikanischer Ruderer († 1936)
- 25. September: James Duncan, US-amerikanischer Diskuswerfer († 1955)
- 26. September: Frigyes Mezei, ungarischer Sprinter († 1938)
- 26. September: Giuseppe Milano, italienischer Fußballspieler und -trainer († 1971)
- 27. September: Karl Wegele, deutscher Fußballspieler († 1960)
- 28. September: Avery Brundage, US-amerikanischer Sportfunktionär, Präsident des IOC († 1975)
- 28. September: Torsten Sandelin, finnischer Turner und Segler († 1950)
- 29. September: Duncan Mackinnon, britischer Ruderer († 1917)

### Oktober
- 01. Oktober: Anders Moen, norwegischer Turner († 1966)
- 02. Oktober: Andrea Marrazzi, italienischer Degenfechter († 1972)
- 03. Oktober: Walter Schachtitz, österreichischer Schwimmer und Wasserballspieler († 1979)
- 04. Oktober: Otto Granström, finnischer Turner († 1941)
- 05. Oktober: Nils Middelboe, dänischer Fußballspieler († 1976)
- 05. Oktober: Carl Schutte, US-amerikanischer Radrennfahrer († 1962)
- 06. Oktober: Auguste Caby, französischer Schwimmer († 1915)
- 07. Oktober: Édmond Dharancy, französischer Turner († 1961)
- 08. Oktober: Ira Davenport, US-amerikanischer Sprinter und Mittelstreckenläufer († 1941)
- 09. Oktober: Eino Saastamoinen, finnischer Turner († 1946)
- 10. Oktober: Walther Jesinghaus, deutscher Turner († 1968)
- 10. Oktober: Harold Walden, englischer Fußballspieler († 1955)
- 15. Oktober: Oliver Godfrey, britischer Motorradrennfahrer und Flieger im Ersten Weltkrieg († 1916)
- 17. Oktober: Henri Bonnéfoy, französischer Sportschütze († 1914)
- 20. Oktober: Vic Gonsalves, niederländischer Fußballspieler († 1922)
- 20. Oktober: Arne Halse, norwegischer Speerwerfer († 1975)
- 24. Oktober: Octave Lapize, französischer Radrennfahrer († 1917)
- 25. Oktober: Léon Darrien, belgischer Turner († 1973)
- 27. Oktober: Nico de Wolf, niederländischer Fußballspieler († 1967)

### November
- 01. November: Leonard Hanson, britischer Turner († 1949)
- 02. November: Hans Schmidt, deutscher Fußballspieler († 1916)
- 05. November: Ilmari Keinänen, finnischer Turner († 1934)
- 05. November: Teodor Koskenniemi, finnischer Langstreckenläufer († 1965)
- 05. November: Hans Pedersen, dänischer Turner († 1943)
- 06. November: Ladislav Žemla, böhmisch-tschechoslowakischer Tennisspieler († 1955)
- 07. November: Guus van Hecking-Colenbrander, niederländischer Fußballspieler († 1945)
- 08. November: Imre Mudin, ungarischer Leichtathlet († 1918)
- 16. November: Hans Blume, niederländischer Fußballspieler († 1978)
- 17. November: Dan Carroll, australisch-britischer Rugbyspieler und -trainer († 1956)
- 18. November: Sydney Battersby, britischer Schwimmer († 1974)
- 18. November: Luigi Ferraris, italienischer Fußballspieler († 1915)
- 18. November: György Szebeny, ungarischer Ruderer († 1968)
- 18. November: Miklós Szebeny, ungarischer Ruderer († 1919)
- 19. November: Alexander Decoteau, kanadischer Langstreckenläufer († 1917)
- 22. November: Pietro Bordino, italienischer Automobilrennfahrer († 1928)
- 23. November: Nicolas Kanivé, luxemburgischer Kunstturner († 1966)
- 23. November: Andreas Knudsen, norwegischer Segler und Ruderer († 1982)
- 23. November: Emil Magnusson, schwedischer Diskuswerfer († 1933)
- 24. November: Raoul Paoli, französischer Leichtathlet, Ringer, Rugbyspieler und Boxer († 1960)
- 25. November: Robert Merz, österreichischer Fußballspieler († 1914)
- 27. November: Ferdinand Minnaert, belgischer Turner († 1975)

### Dezember
- 03. Dezember: Guido Romano, italienischer Turner († 1916)
- 04. Dezember: Alfred Messenger, britischer Turner († 1968)
- 04. Dezember: Erik Sökjer-Petersén, schwedischer Sportschütze († 1967)
- 07. Dezember: István Herczeg, ungarischer Turner († 1949)
- 09. Dezember: Cyril Snipe, britischer Automobilrennfahrer († 1944)
- 10. Dezember: Arthur Hoffmann, deutscher Leichtathlet († 1932)
- 15. Dezember: Sigurd Jørgensen, norwegischer Turner († 1929)
- 15. Dezember: John Somers-Smith, britischer Ruderer († 1916)
- 18. Dezember: Algot Lönn, schwedischer Radrennfahrer († 1953)
- 23. Dezember: Otto Maier, deutscher Ruderer († 1957)
- 24. Dezember: Gustaf Blomgren, schwedischer Wasserspringer († 1956)
- 30. Dezember: Hans Rønne, dänischer Turner († 1951)

### Datum unbekannt
- Rodolphe Cuendet, Schweizer Eishockeyspieler († 1954)
- Arno Hesse, deutscher Leichtathlet († unbekannt)
- Philippe Le Hardy de Beaulieu, belgischer Fechter († 1942)
- Charles Maerschalck, belgischer Turner († 1954)
- Pantelis Psychas, griechischer Wasserballspieler († unbekannt)
- Paul Trappen, deutscher Ringer und Gewichtheber, Kraftsporttrainer und Sportfunktionär († 1957)